# Ставиша
Стави́ша (пол. Stawisza) — село в Польше, находящееся на территории гмины Усце-Горлицке Горлицкого повета Малопольского воеводства.

## География
Село находится в 5 км от административного центра Усце-Горлицке, 11 км от города Горлице и 104 км от Кракова.

## История
В 1975—1998 года село входило в Новосонченское воеводство.

## Источник
- Stawisza, Słownik geograficzny Królestwa Polskiego i innych krajów słowiańskich